# Киево-Подольская женская гимназия
Киево-Подольская женская гимназия— бывшее женское среднее общеобразовательное заведение в Киеве.

## История
С 20 января 1861 года при Фундуклеевской женской гимназии был создан Подольский филиал, который в 1872 году получил статус независимой гимназии с наименованием: Киево-Подольская женская гимназия.
Первоначально, филиал располагался на улице Сагайдачного (№ 22/2), в доме киевского мещанина ювелира Фёдора Михайловича Коробки. В 1871 году переехал на Покровскую улицу (№ 4), в помещение бывшего Контрактового дома. В 1878—1879 годы по проекту архитектора Стефана Васильевича Рыкачева (1824—1898) был надстроен второй, кирпичный, этаж; в 1900—1901 годах, по проекту инженера-архитектора Евгения Алексеевича Толстого (1864—1915), был возведён третий этаж, который был ещё достроен в 1904—1906 годах.
В гимназию принимались девочки всех сословий и вероисповеданий в возрасте от 9 до 13 лет; при этом, в отличие от Фундуклеевской гимназии, большинство учениц гимназии были из семей киевского купечества, которое активно участвовало в учреждении этого заведения, а также из семей духовенства. Классы всегда были переполнены; в них обучалось от 30 до 60 учениц. Полный курс обучения составлял шесть лет; был предусмотрен также подготовительный класс; были открыты педагогические классы.
В 1911 году в гимназии было 639 учениц, в их числе 22 занимались в педагогическом классе. В этом году в гимназии числилось 27 преподавателей и 15 классных дам. В числе выпускниц: Серафима Дмитриевна Бурякова (1879—1943); Анна Викторовна Григорович-Барская (30.11.1866—1925); Розалия Самойловна Залкинд; Вера Николаевна Петрова; Елена Николаевна Юденич (Браиловская); Мария Алексеевна Лукомская (1903); Надежда  Иоcифовна Ольховская (1902); Евгения Владимировна Ржешковская (1903); Екатерина Ильинична Шмулевич (1897); Валентина Антоновна Шпаковская (1902).
До своей смерти в 1888 году начальником Киево-Подольской женской гимназии (как и Фундуклеевской) был А. И. Линниченко. В 1897—1906 годах начальником был Д. А. Синицкий.
В числе преподавателей были: Александр Дмитриевич Брянцев (Закон Божий; 1869—1873); Павел Григорьевич Преображенский (Закон Божий; 1889—1901); Иван Васильевич Лучицкий (русская словесность, история и география; 1869—1871); Леонид Александрович Соколов (словесность и педагогика; 1907—?); Николай Александрович Столяров (математика; 1894—?); Оскар Эмильевич Страус (физика; 1890—?); Виктор Иванович Юденич (география; 1912—1915); Дмитрий Васильевич Туткевич (законоведение; 1911—?); Александр Александрович Русов (латинский и греческий языки; 1869—1872); Иван Мартынович Балинский (история; 1895—1899); Николай Корнильевич Маккавейский (история педагогики в педагогических классах; 1900—1908); Михаил Александрович Надеждинский и Кирилл Григорьевич Стеценко (музыка и пение).
После установления в Киеве советской власти, гимназия была закрыта и на её месте появилась трудовая школа № 19.